# Pathé Dione
Pathé Dione, né le 29 décembre 1941 à Dakar (Sénégal) et mort le 12 janvier 2023 à Créteil (France), est un homme d'affaires franco-sénégalais, fondateur de Sunu Group.

## Jeunesse et études
Pathé Dione est né d'un père militaire de l'armée française avant l'indépendance du Sénégal. Il grandit au Sénégal puis suit en France des études de mathématiques et obtient un doctorat en économie en 1980.

## Carrière
Pathé Dione a d'abord été professeur de mathématiques pendant 6 ans au Tchad avant de travailler dans le secteur de l'assurance,. En 1972, il obtient un emploi à la société d'assurance Les mutuelles du Mans (actuellement appelée MMA), en France. Puis au sein de Cigna Corporation, où il est affecté en Côte d'Ivoire.
Il est ensuite débauché par l'Union des Assurances de Paris (UAP) qui deviendra Axa, dont il devient le directeur Afrique durant 14 ans.
En 1999, il quitte sa fonction au sein de l'UAP pour développer un groupe d'assurances "au service de l'Afrique et des Africains", Sunu Group, qu'il a créé en 1998. Il donne au groupe le nom Sunu en référence à ses origines sénégalaises : sunu veut dire "notre" en wolof.
Il développe ensuite le groupe Sunu dans le secteur de l'assurance dans plusieurs pays d'Afrique. Il étend également l'offre du groupe dans le secteur bancaire jusqu'à racheter en juillet 2022 des actifs de la BNP Paribas au Sénégal pour devenir majoritaire,.
En 2020, il reçoit le prix de la Catégorie « Deal de l’année » pour l’acquisition des sociétés d’Allianz au Financial Afrik Awards 2019.
En octobre 2022, il transmet la direction générale du groupe à Monsieur Mohamed Bah,.

## Vie privée
Pathé Dione, marié et père de cinq enfants, a principalement vécu en France, à Saint-Maur-des-Fossés, mais séjournait très régulièrement au Sénégal et en Côte d'Ivoire. Il meurt le 12 janvier 2023 à Créteil.